# Янь Нин
Янь Нин (кит. упр. 颜宁; Yan Ning, также Nieng Yan; род. 21 ноября 1977, Цзинань, Китай) — китайский структурный биолог, специалист по применению электронной криомикроскопии. Доктор философии (2004), профессор Принстона и прежде Университета Цинхуа, иностранный член Национальной академии наук США (2019).
Окончила Университет Цинхуа, кафедру биологических наук и биотехнологии (бакалавр, 2000). Степень доктора философии по молекулярной биологии получила в Принстоне, для чего занималась с 2000 по 2004 год под началом профессора Shi Yigong. В Принстоне же являлась постдоком. В 2007 году поступила в штат школы медицины Университета Цинхуа, с 2012 года на постоянном контракте, с 2013 года профессор (Bayer Endowed Chair Professor). Возвратилась в Принстон в 2018 году как именной профессор (Shirley M. Tilghman Professor) молекулярной биологии, первая в этой именной должности. Состоит в редколлегии PNAS.
Имеет почти полмиллиона подписчиков на Weibo.
Автор публикаций в Nature, Science, PNAS и др.

## Награды и отличия
- National Outstanding Young Scientist Award (Китай, 2011)
- Howard Hughes Medical Institute[англ.] International Early Career Scientist (2012)
- CC Tan Award (Китай, 2012)
- Award for «Women in Science» Китая (2012)
- В числе «40 under 40» по версии «Cell» (2014)
- Promega Awards for Biochemistry (2014)
- Ho Leung Ho Lee Award (Китай, 2014)
- Cheung Kong Scholar Министерства образования Китая (2014)
- Protein Science Young Investigator Award, Protein Society[англ.] (2015)
- Sackler-Preis[нем.] (2015)
- Alexander M. Cruickshank Award (2016)
- Teaching award, Университет Цинхуа (2017)
- Wu-Janssen Award in Biomedical Basic Research (Китай, 2017)
- FAOBMB Award for Research Excellence (2018)
- Weizmann Women & Science Award[англ.] (2019)